# Daniel Tubach
Daniel Tubach, né le  28 juin 1905 à Strasbourg (Bas-Rhin) et mort le 27 août 1976 dans cette même ville, est un homme politique français.

## Biographie
Fils d'un commerçant de Baldenheim, Daniel Tubach suit des études jusqu'au baccalauréat, puis intègre l'école supérieure des industries textiles de Mulhouse.
Chef d'entreprise à Baldenheim, il est élu conseiller municipal de cette commune en 1935.
Mobilisé comme officier-interprète au début de la Seconde Guerre mondiale, il est rendu à la vie civile après l'armistice.
À la Libération, il est élu maire de sa commune, mandat qu'il conserve jusqu'à sa mort.
Il adhère au RPF en 1947, et c'est sous cette étiquette qu'il est élu conseiller général du Bas-Rhin, dans le canton de Marcholsheim, en 1949. Il est ensuite constamment réélu.
Dans le cadre départemental, il participe activement au développement du tourisme.
En 1951, il est candidat en quatrième position sur la liste du RPF, qui n'obtient que trois élus, pour les législatives.
Après la mise en sommeil du parti gaulliste, il se rapproche du MRP, qui est dominant dans le département. En 1956, il est candidat sur la liste menée par Pierre Pflimlin qui, grâce aux apparentements, obtient sept sièges, et est élu député.
Parlementaire peu actif, il ne dépose aucun texte, ni n'intervient en tribune. Il fait en revanche partie d'une mission parlementaire en Algérie, qui visite plusieurs unités militaires dans lesquelles figurent un nombre important d'appelés alsaciens.
De nouveau candidat, toujours sous l'étiquette MRP, aux législatives de 1958, il est battu par Albert Ehm.
Il se consacre alors à ses mandats locaux. En 1970, il devient vice-président du Conseil général, et le reste jusqu'aux cantonales de 1976, auxquelles il ne se représente pas, pour raisons de santé.
Il meurt d'ailleurs quelques semaines plus tard, à l'âge de soixante-et-onze ans.

## Sources
Biographie sur le site de l'Assemblée nationale